# Campeonato Mundial de Clubes de Voleibol Masculino de 2009
O Campeonato Mundial de Clubes de Voleibol Masculino de 2009 foi a quinta edição do evento. Foi realizado em Doha, Qatar entre 3 a 8 de novembro com oito times.
O título foi conquistado de forma inédita pelo Trentino BetClic, da Itália, após a vitória na final sobre o PGE Skra Bełchatów, da Polónia, por 3 sets a 0.

## Qualificação
| Time                  | Qualificado como          |
| --------------------- | ------------------------- |
| Al-Arabi Doha         | Anfitrião                 |
| Zamalek               | Campeão da África         |
| Paykan Tehran         | Campeão da Ásia           |
| Plataneros de Corozal | Representante NORCECA     |
| Cimed Florianópolis   | Campeão da América do Sul |
| Trentino BetClic      | Campeão da Europa         |
| Zenit Kazan           | Convite                   |
| PGE Skra Bełchatów    | Convite                   |

## Composição dos grupos
| Grupo A                                                    | Grupo B                                                            |
| ---------------------------------------------------------- | ------------------------------------------------------------------ |
| Trentino BetClic Zenit Kazan Plataneros de Corozal Zamalek | PGE Skra Bełchatów Paykan Tehran Cimed Florianópolis Al-Arabi Doha |

## Primeira fase

### Grupo A
|     |                       |     | Jogos | Jogos | Jogos | Pontos | Pontos | Pontos | Sets | Sets | Sets  |
| Pos | Equipe                | Pts | T     | V     | D     | V      | P      | R      | V    | P    | R     |
| --- | --------------------- | --- | ----- | ----- | ----- | ------ | ------ | ------ | ---- | ---- | ----- |
| 1   | Trentino BetClic      | 6   | 3     | 3     | 0     | 286    | 239    | 1.197  | 9    | 3    | 3,000 |
| 2   | Zenit Kazan           | 5   | 3     | 2     | 1     | 255    | 206    | 1.238  | 8    | 3    | 2.667 |
| 3   | Zamalek               | 4   | 3     | 1     | 2     | 243    | 269    | 0.903  | 4    | 8    | 0.500 |
| 4   | Plataneros de Corozal | 3   | 3     | 0     | 3     | 197    | 267    | 0.738  | 2    | 9    | 0.222 |

| Data  | Equipe #1             | Placar | Equipe #2             | 1º Set | 2º Set | 3º Set | 4º Set | 5º Set | Total   | Cidade | Público |
| ----- | --------------------- | ------ | --------------------- | ------ | ------ | ------ | ------ | ------ | ------- | ------ | ------- |
| 3 Nov | Trentino BetClic      | 3–1    | Zamalek               | 25–18  | 25–21  | 23–25  | 25–20  |        | 98–84   | Doha   | 2.100   |
| 3 Nov | Zenit Kazan           | 3–0    | Plataneros de Corozal | 25–20  | 25–14  | 25–17  |        |        | 75–51   | Doha   | 800     |
| 4 Nov | Zamalek               | 3–2    | Plataneros de Corozal | 23–25  | 25–13  | 23–25  | 25–14  | 21–19  | 117–96  | Doha   | 2.380   |
| 4 Nov | Trentino BetClic      | 3–2    | Zenit Kazan           | 24–26  | 25–23  | 24–26  | 25–19  | 15–11  | 113–105 | Doha   | 705     |
| 5 Nov | Zenit Kazan           | 3–0    | Zamalek               | 25–18  | 25–13  | 25–11  |        |        | 75–42   | Doha   | 2.485   |
| 5 Nov | Plataneros de Corozal | 3–1    | Trentino BetClic      | 18–25  | 13–25  | 19–25  |        |        | 50–75   | Doha   | 705     |

### Grupo B
|     |                     |     | Jogos | Jogos | Jogos | Pontos | Pontos | Pontos | Sets | Sets | Sets  |
| Pos | Equipe              | Pts | T     | V     | D     | V      | P      | R      | V    | P    | R     |
| --- | ------------------- | --- | ----- | ----- | ----- | ------ | ------ | ------ | ---- | ---- | ----- |
| 1   | PGE Skra Bełchatów  | 6   | 3     | 3     | 0     | 247    | 197    | 1.254  | 9    | 1    | 9,000 |
| 2   | Paykan Tehran       | 5   | 3     | 2     | 1     | 225    | 225    | 1,000  | 6    | 4    | 1.500 |
| 3   | Cimed Florianópolis | 4   | 3     | 1     | 2     | 274    | 271    | 1.011  | 5    | 7    | 0.714 |
| 4   | Al-Arabi Doha       | 3   | 3     | 0     | 3     | 190    | 243    | 0.782  | 1    | 9    | 0.111 |

| Data  | Equipe #1           | Placar | Equipe #2           | 1º Set | 2º Set | 3º Set | 4º Set | 5º Set | Total | Cidade | Público |
| ----- | ------------------- | ------ | ------------------- | ------ | ------ | ------ | ------ | ------ | ----- | ------ | ------- |
| 3 Nov | PGE Skra Bełchatów  | 3–0    | Al-Arabi Doha       | 25–22  | 25–11  | 25–20  |        |        | 75–53 | Doha   | 1.240   |
| 3 Nov | Paykan Tehran       | 3–1    | Cimed Florianópolis | 15–25  | 28–26  | 25–21  | 25–22  |        | 93–94 | Doha   | 1.150   |
| 4 Nov | Al-Arabi Doha       | 1–3    | Cimed Florianópolis | 25–18  | 17–25  | 17–25  | 22–25  |        | 81–93 | Doha   | 1.130   |
| 4 Nov | PGE Skra Bełchatów  | 3–0    | Paykan Tehran       | 25–22  | 25–18  | 25–17  |        |        | 75–57 | Doha   | 755     |
| 5 Nov | Paykan Tehran       | 3–0    | Al-Arabi Doha       | 25–23  | 25–19  | 25–14  |        |        | 75–56 | Doha   | 850     |
| 5 Nov | Cimed Florianópolis | 1–3    | PGE Skra Bełchatów  | 25–22  | 18–25  | 21–25  | 23–25  |        | 87–97 | Doha   | 1.410   |

## Fase final
|  | Semifinais           | Semifinais           |   |                      | Final                | Final |  |
|  |                      |                      |   |                      |                      |       |  |
|  | 7 de novembro – Doha |                      |   |                      |                      |       |  |
|  | PGE Skra Bełchatów   | 3                    |   |                      |                      |       |  |
|  | Zenit Kazan          | 1                    |   |                      |                      |       |  |
|  |                      |                      |   |                      |                      |       |  |
|  |                      |                      |   |                      | 8 de novembro – Doha |       |  |
|  |                      |                      |   |                      | Bełchatów            | 0     |  |
|  |                      | Trentino             | 3 |                      |                      |       |  |
|  |                      |                      |   |                      |                      |       |  |
|  |                      |                      |   |                      |                      |       |  |
|  |                      |                      |   |                      | Terceiro lugar       |       |  |
|  | 7 de novembro – Doha | 7 de novembro – Doha |   | 8 de novembro – Doha | 8 de novembro – Doha |       |  |
|  | Trentino             | 3                    |   | Zenit Kazan          | 3                    |       |  |
|  | Paykan Tehran        | 0                    |   |                      | Paykan Tehran        | 0     |  |

### Semifinais
| Data  | Equipe #1          | Placar | Equipe #2     | 1º Set | 2º Set | 3º Set | 4º Set | 5º Set | Total | Cidade | Público |
| ----- | ------------------ | ------ | ------------- | ------ | ------ | ------ | ------ | ------ | ----- | ------ | ------- |
| 7 Nov | PGE Skra Bełchatów | 3–1    | Zenit Kazan   | 15–25  | 25–23  | 25–21  | 26–24  |        | 91–93 | Doha   | 2.220   |
| 7 Nov | Trentino BetClic   | 3–0    | Paykan Tehran | 25–18  | 25–22  | 25–19  |        |        | 75–59 | Doha   | 1.600   |

### Terceiro lugar
| Data  | Equipe #1   | Placar | Equipe #2     | 1º Set | 2º Set | 3º Set | 4º Set | 5º Set | Total | Cidade | Público |
| ----- | ----------- | ------ | ------------- | ------ | ------ | ------ | ------ | ------ | ----- | ------ | ------- |
| 8 Nov | Zenit Kazan | 3–0    | Paykan Tehran | 25–13  | 25–18  | 25–16  |        |        | 75–47 | Doha   | 2.230   |

### Final
| Data  | Equipe #1          | Placar | Equipe #2        | 1º Set | 2º Set | 3º Set | 4º Set | 5º Set | Total | Cidade | Público |
| ----- | ------------------ | ------ | ---------------- | ------ | ------ | ------ | ------ | ------ | ----- | ------ | ------- |
| 8 Nov | PGE Skra Bełchatów | 0–3    | Trentino BetClic | 24–26  | 18–25  | 19–25  |        |        | 61–76 | Doha   | 2.430   |

## Classificação final
| Rank | Team                  |
| ---- | --------------------- |
|      | Trentino BetClic      |
|      | PGE Skra Bełchatów    |
|      | Zenit Kazan           |
| 4    | Paykan Tehran         |
| 5    | Al-Arabi Doha         |
| 5    | Cimed Florianópolis   |
| 5    | Plataneros de Corozal |
| 5    | Zamalek               |

## Prêmios individuais
| MVP (Most Valuable Player) | Matej Kazijski (Trentino)    |
| Melhor atacante            | Matey Kaziyski (Trentino)    |
| Melhor bloqueador          | Marcin Możdżonek (Bełchatów) |
| Melhor sacador             | Osmany Juantorena (Trentino) |
| Melhor líbero              | Aleksey Verbov (Zenit Kazan) |
| Melhor levantador          | Raphael Vieira (Trentino)    |
| Maior pontuador            | Bartosz Kurek (Bełchatów)    |